# املی لاندبرگ
املی لاندبرگ (سوئدی: Emelie Lundberg؛ زادهٔ ۱۰ مارس ۱۹۹۳) بازیکن فوتبال اهل سوئد است.

## تیم ملی
وی همچنین در تیم ملی فوتبال زنان سوئد بازی کرده‌است.